# Macerone (valico)
Il Macerone (684 m s.l.m.) è un valico dell'appennino sannita, situato poco più a sud del valico di Rionero, che collega le alte valli dei torrenti Cavaliere e Vandra, affluenti del Volturno, nei comuni di Forlì del Sannio e Isernia, in Molise. È attraversato dalla strada statale 17 nel suo percorso storico, oggi reso obsoleto dal tratto in scorrimento veloce della variante Isernia-Castel di Sangro, che supera il dislivello con la galleria Cupacchio (1 294 m).

## Storia
Importante punto di passaggio fin dall'antichità, attraverso di esso in età moderna passava la strada che collegava Napoli e la Terra di Lavoro agli Abruzzi. Recentemente, una sezione del tragitto è stata sostituita da una superstrada pressoché parallela, che ha notevolmente ridotto i tempi di percorrenza della tratta Isernia-Rionero Sannitico.
Durante la campagna piemontese in Italia centrale del 1860 vi si combatté l'omonima battaglia, in cui la IV armata dell'esercito piemontese sconfisse alcuni reparti dell'esercito delle Due Sicilie e si aprì la strada verso il fronte del Volturno, dove Francesco II e i suoi uomini stavano fronteggiando l'esercito meridionale di Garibaldi. Per evitare di essere presi alle spalle dai sabaudi, i borbonici dovettero abbandonare Capua e la linea del Volturno per ripiegare sul Garigliano e su Gaeta.

## Sport

### Ciclismo
Le particolari ripidezza e tortuosità del Macerone fanno sì che il valico sia estremamente popolare tra gli appassionati di ciclismo e gli escursionisti in moto.
Pagine memorabili del ciclismo professionistico sono state scritte su questo percorso: si racconta che in una tappa del Giro d'Italia 1921, il "campionissimo" Costante Girardengo, alle prese con i chilometri del Macerone - alcuni dei quali con pendenze fino al 14% -, sarebbe sceso dalla bicicletta e avrebbe tracciato una croce sulla polvere della strada, sussurrando con voce stremata "Girardengo si ferma qui!", per poi abbandonare la corsa.